# Christoph Werner Konrad
Christoph Werner Konrad (ur. 28 sierpnia 1957 w Bochum) – niemiecki polityk, przez trzy kadencje poseł do Parlamentu Europejskiego.

## Życiorys
Studiował politologię i prawoznawstwo na Uniwersytecie w Bonn, uzyskał stopień naukowy doktora.
Pracował na różnych stanowiskach w przedsiębiorstwach. W 1974 został członkiem CDU. Wchodził w skład władz lokalnych i powiatowych w Bochum, od 1989 do 1994 był radnym miejskim. Pełnił funkcję wiceprzewodniczącego komisji małej i średniej przedsiębiorczości w partyjnych strukturach w Nadrenii Północnej-Westfalii.
W 1994 z listy Unii Chrześcijańsko-Demokratycznej po raz pierwszy objął mandat deputowanego do Parlamentu Europejskiego. W wyborach w 1999 i 2004 z powodzeniem ubiegał się o reelekcję z ramienia CDU. Był m.in. członkiem grupy chadeckiej, pracował m.in. w Komisji Gospodarczej i Monetarnej. W PE zasiadał do 2009.